# Séisme de 1927 à Gulang
Séisme de 1927 à Gulang (chinois : 古浪地震) est un tremblement de terre majeur (M 7,6) qui s'est produit dans le comté de Gulang, en Chine, le 23 mai 1927. Le séisme a tué 40 900 personnes. 

## Référence
- (en) USGS, « Historic Earthquakes », 21 juin 2010 (consulté le 22 juillet 2021)